# Skrabské
Skrabské (bis 1927 slowakisch auch „Strabské“; ungarisch Tapolymogyorós – bis 1902 Mogyoróska) ist eine Gemeinde im Bezirk Vranov nad Topľou in der Slowakei und liegt auf einer Höhe von 159 Metern über dem Meeresspiegel im Prešovský kraj der Ostslowakei.
Haupteinnahmequelle des Dorfes sind Land- und Forstwirtschaft. Die früheste schriftliche Erwähnung von Skrabské stammt aus dem Jahr 1321.

## Bevölkerung
| Jahr                | 1994 | 2004     | 2014    | 2024    |
| ------------------- | ---- | -------- | ------- | ------- |
| Anzahl der Personen | 638  | 733      | 786     | 773     |
| Unterschied         |      | +14,89 % | +7,23 % | −1,65 % |

| Jahr                | 2023 | 2024    |
| ------------------- | ---- | ------- |
| Anzahl der Personen | 756  | 773     |
| Unterschied         |      | +2,24 % |